# 周振东
周振东（1936年—2023年），北京人，中华人民共和国政治人物、外交官。
1988年，接替杨永瑞，担任中华人民共和国驻乍得大使。1992年，由郭天民接任。